# 貝氏澳小鱂
貝氏澳小鱂，為輻鰭魚綱鯉齒目鰕鱂亞目溪鱂科的其中一種，為熱帶淡水魚，分布於南美洲阿根廷拉布拉他河淡水流域，體長可達7公分，棲息在季節性溪流底中層水域，以蠕蟲、甲殼類、昆蟲為食，生活習性不明，可作為觀賞魚。

## 擴展閱讀
維基物種上的相關：貝氏澳小鱂